# خال‌مخالی کوچک ورقی
خال‌مخالی کوچک ورقی (نام علمی: Sarangesa purendra) نام یک گونه از تیره پشیزبالان است.